# Esneux
Esneux (Esneu en való) és un municipi belga de la província de Lieja a la regió valona. Al març del 2010 tenia 13.165 habitants.

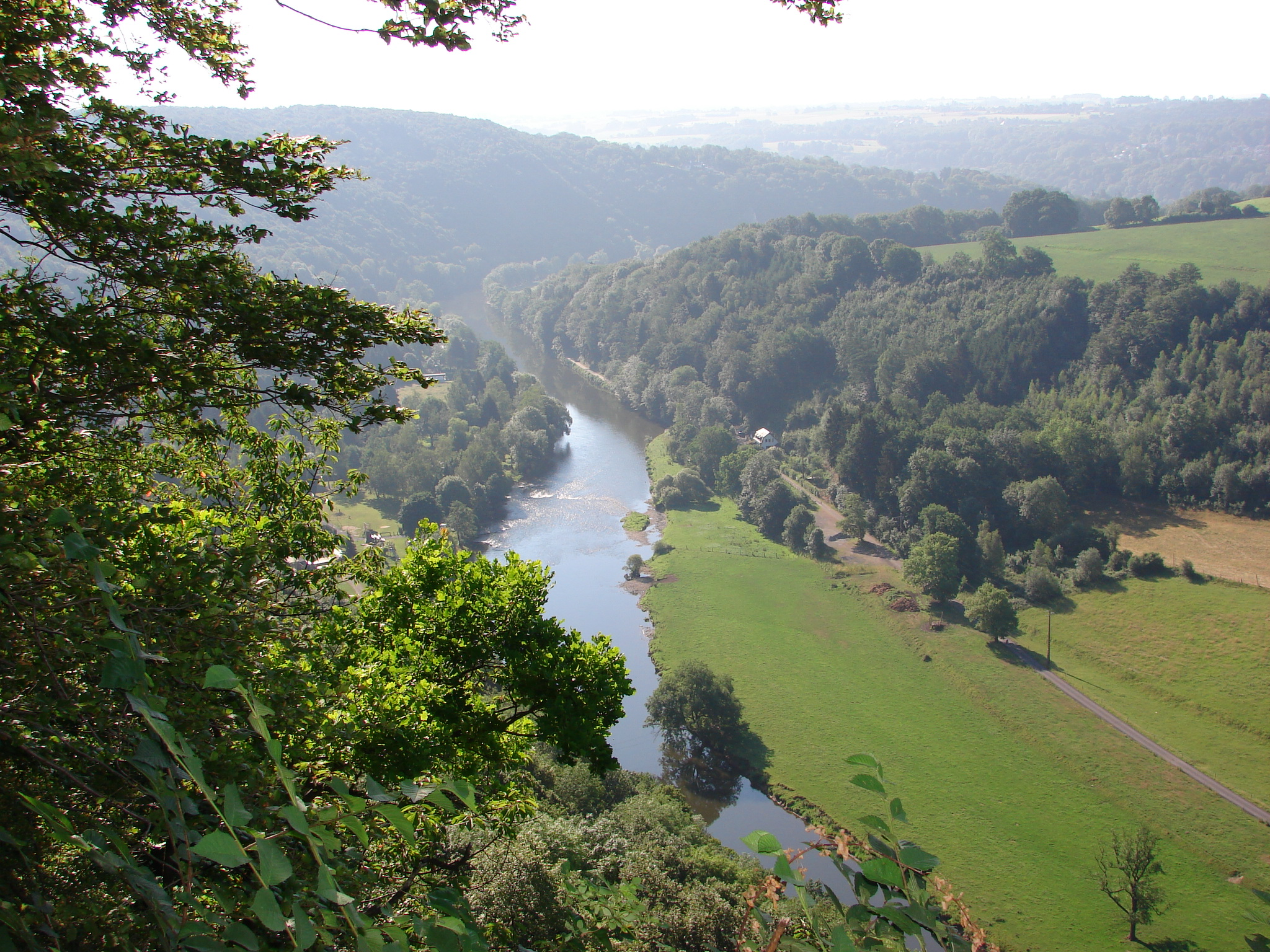
La roca dels falcons.

Esneux està format per una sèrie de pobles típiques del Condroz (Esneux, Méry, Hony i Tilff) a les valls dels rius Ourthe i Magrée a pocs quilòmetres al sud de la ciutat de Lieja. El tren Lieja-Luxemburg passa per les seves quatre poblacions.

## Agermanaments
- Ratzeburg (Alemanya)